# Deutschordensballei Westfalen
Die Ballei Westfalen des Deutschen Ordens war die regionale Organisation des Ordens in Westfalen und erstreckte sich mit ihren Kommenden und Pfarreien über die Bistümer Köln, Münster und Osnabrück, auf deren weltlichen Territorien sie auch lagen. 

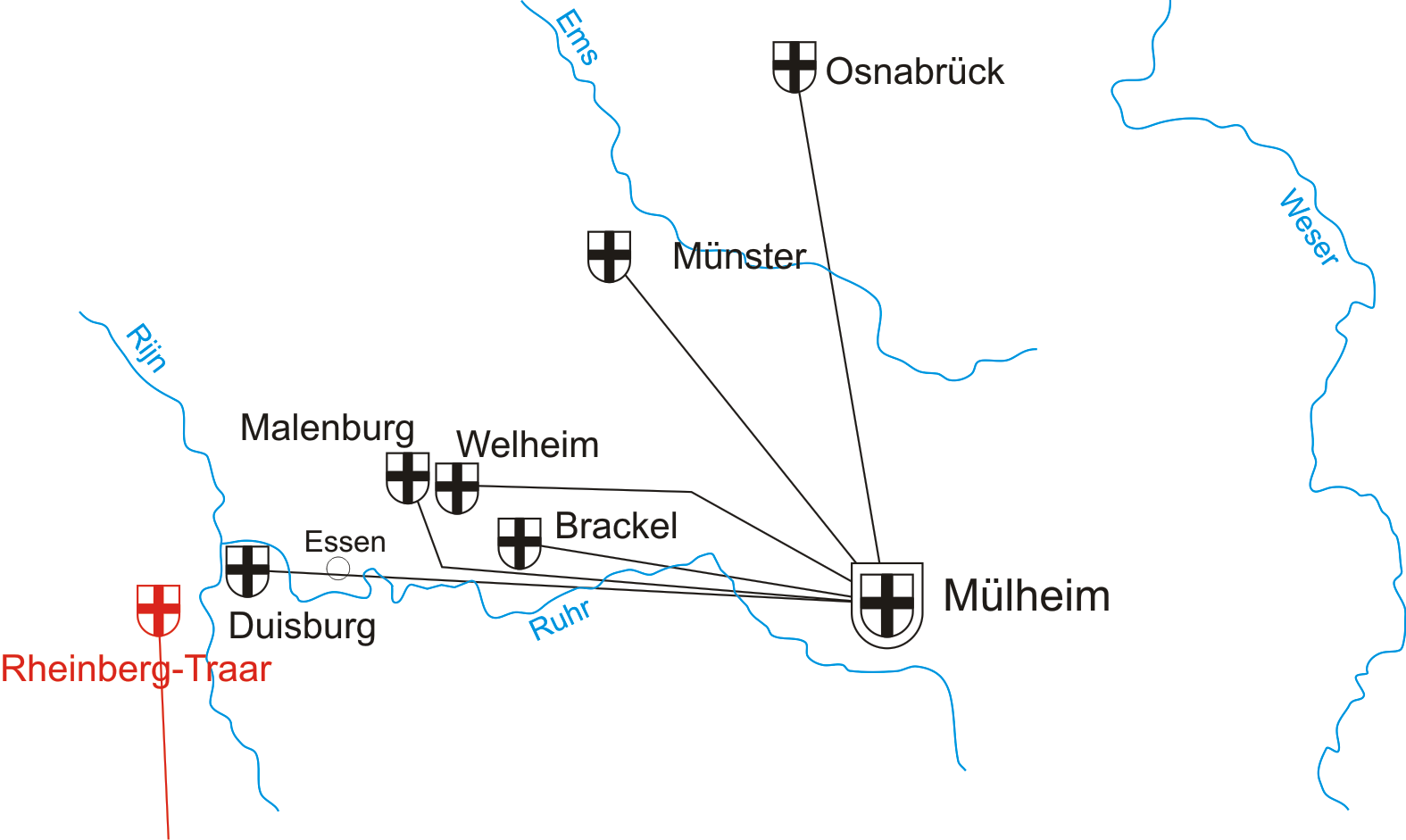
Kommenden der Ballei Westfalen am Ende des 18. Jahrhunderts

## Entstehung und Entwicklung im Mittelalter
Eine Veranlassung zur Gründung einer Ballei Westfalen, d. h. so etwas wie einer Ordensprovinz, war die Vereinigung des insbesondere von westfälischen Rittern getragenen Schwertbrüderordens mit dem Deutschen Orden ein Jahr nach der Niederlage gegen Litauer und Semgaller in der Schlacht von Schaulen im Jahr 1236. Noch nötiger schien die Erweiterung der Rekrutierungsbasis nach der Niederlage des Deutschen Ordens in der Schlacht auf dem Peipussee im Jahr 1242. Erste Ansätze hatte der Orden seit 1238 durch den Besitz eines Hofes im Kirchspiel Albachten bei Münster. Von diesem Hof zogen die Brüder in die Stadt Münster selbst um und gründeten dort um 1248 eine Kommende. Diese hatte von Beginn eine überregionale Bedeutung, da ihr auch die Kommende in Bremen unterstellt wurde, wie Bremen ja auch zum Bistum Münster gehörte. In den folgenden Jahrzehnten nahm der Orden in Westfalen nur einen allmählichen Aufstieg und es blieb stets eines der ärmsten Ordensgebiete. Im Jahr 1254 existierte die Kommende Welheim bei Recklinghausen, der auch die Pfarrkirche in Duisburg unterstand. Seit 1266 entstand die Kommende in Mülheim an der Möhne. Seit 1285 gab es als Leiter der Ballei einen westfälischen Landkomtur. Nachdem dessen Sitz zeitweise in Bremen gelegen hatte, amtierte er seither in Münster. Gefördert wurde der Orden nicht zuletzt durch die Kölner Erzbischöfe, die zugleich in Personalunion auch Herzöge von Westfalen waren. Dabei taten sich besonders Engelbert I., Konrad I. und Engelbert II. hervor. 
Die politische Rolle des Ordens in Westfalen blieb auf Grund seiner relativen Armut beschränkt. Die Schwäche der westfälischen Ballei zeigt sich daran, dass 1361 nur noch 34 Ordensbrüder in den Kommenden lebten und nur in Münster noch ein regelrechter Konvent bestand. Bedeutung hatte er vor allem durch die Unterstützung des Gesamtordens durch die Übertragung erwirtschafteter Überschüsse und zur Rekrutierung und Ausbildung junger Ritter für die Kriege in Preußen und im Baltikum. Im späten Mittelalter spielte der Orden in Westfalen eine gewisse Rolle als Versorgungsinstitut für die nichterbberechtigten Nachkommen des Landadels.

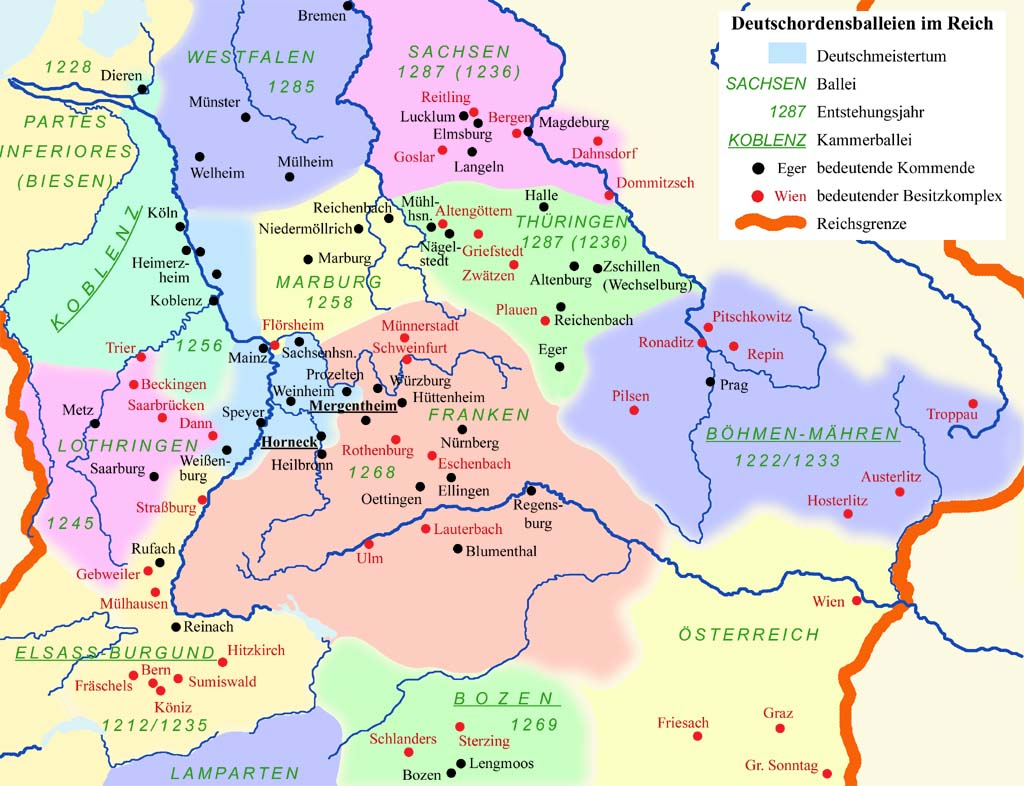
Gliederung des Deutschen Ordens

## Reformation und Frühe Neuzeit
Seit der zweiten Hälfte des 15. Jahrhunderts besserte sich die wirtschaftliche Lage des Ordens wieder, was sich auch in der Zahl neuer Bauten in den Kommenden niederschlug.
Eine tiefe Krise bedeutete die Säkularisation des Ordensstaates durch den Hochmeister Albrecht von Brandenburg. Dadurch verlor auch die westfälische Ballei weitgehend ihre Funktion als Rekrutierungs- und Nachschubbasis für den preußischen Ordensstaat. Hinzu kamen Eingriffe der Territorialherren in die bisherigen Rechte der Kommenden selbst.
Verschärft wurden die Probleme durch die Folgen der Reformation. Obwohl sie eindeutig auf katholischen Gebieten beheimatet war, schwankte sie doch im 16. und 17. Jahrhundert noch zwischen der katholischen und protestantischen Ordenszugehörigkeit, bis sich der Hochmeister durch eine Statuierung der Konfessionsvorschriften durchsetzte, indem er künftig die Aufnahme von Protestanten untersagte und das römisch-katholische Bekenntnis zur Voraussetzung machte.
Eine Folge der Katholisierung war auch der Verlust von Besitzungen in nunmehr protestantischen Gebieten. Für die Ballei Westfalen bedeutete das Ende der größten und reichsten Kommende in Ottmarsheim (Twente) einen schweren Schlag. Zwar erhielt der Orden dafür eine Kompensation, aber das Gut Waldenburg hatte einen deutlich geringeren Wert und ging ohnehin bereits 1691 wieder verloren. Im Zuge der Reformation verlor der Orden außerdem die Rechte an einigen Pfarrkirchen etwa in Brackel oder Duisburg. Gleichwohl gelang es dem Deutschen Orden, sich in Westfalen zu halten. Dazu beigetragen hat der katholische niedere Adel, der in einer Ordenszugehörigkeit noch stärker als in der Vergangenheit eine Versorgungsmöglichkeit für nachgeborene Söhne sah. Allerdings hatten die einzelnen Kommenden unter den religiös motivierten wie dem Truchsessischen Krieg zu leiden. Besonders belastend war der Dreißigjährige Krieg mit seinen Plünderungen, Zerstörungen und Kontributionen. Eine Generalvisitation im Jahr 1668 zeigte, dass die Niederlassungen sich fast am Rande des Zusammenbruchs befanden.
In den letzten Jahrzehnten des 17. Jahrhunderts begann sich die Lage des Ordens in Westfalen wieder zu stabilisieren, zumal sich die Ordensführung um eine bessere Wirtschaftsführung und Verwaltung kümmerte. Der zunehmenden Kritik, der Orden sei nur noch ein sinnloses „Spital des Adels“, versuchte die Ballei mit dem Bau repräsentativer Gebäude etwa am neuen Sitz des Landkomturs in Mülheim an der Möhne zu begegnen. Während das Hauptgebäude in barockem Stil errichtet wurde, ist die gotisierende Architektur der Pfarrkirche Ausdruck einer restaurativen Rückbesinnung auf die eigene mittelalterliche Vergangenheit. Auch in den anderen verbliebenen Kommenden kam es bis ins frühe 18. Jahrhundert hinein zu Um- und Neubauten. In der Mitte des Jahrhunderts wurden die Niederlassungen von den Auswirkungen des Siebenjährigen Krieges hart betroffen, hinzu kam, dass die Territorialherren immer stärker versuchten, die Sonderrechte des Ordens zu beschneiden. Das Ende kam, als Napoléon Bonaparte 1809 den Deutschen Orden in seinem direkten und indirekten Machtbereich auflöste.

## Kommenden der Deutschordensballei Westfalen
1. Landkommende Mülheim/Möhne
2. Kommende Brackel
3. Kommende Duisburg
4. Kommende Malenburg
5. Kommende Münster
6. Kommende Osnabrück
7. Kommende Ottmarsheim
8. Kommende Waldenburg
9. Kommende Welheim

## A
- Asbeck, Johann von

## B
- Baer, Hermann Otto (DOR)
- Berge, Gisbert up dem (DOR)
- Berge, Johann up dem (DOR)
- Bessen, Philipp (DOP)
- Bever, Bernhard de (DOR)
- Billerbeck, Matthias (DOR)
- Bodelschwingh, Adolf von (DOR)
- Bodelschwing, Heinrich von (DOR)
- Böselager, Henrich (DOR)
- Boesen, Albert (DOP)
- Broel, Dietrich von dem - gen. Plaeter (DOR)
- Brunstering, Heinrich (DOP)
- Buschkühl, Johann Melchior (DOP)

## C
- Capellen, Gisbert von der (DOR)
- Cochois, Franz Josef (DOP)
- Cramer, ? (DOP)
- Cronenberg, Eberhard (DOP)

## D
- Dellwig, Christoph von (DOR)
- Dellwig, Eberhard von (DOR)
- Dellwig, Eberhard von (DOR)
- Dellwig, Rosier Gottfried von (DOR)
- Diecke, Ludecke von (DOP)
- Diepenbroick, Johann von (DOR)
- Dobbe, Ferdinand Röttger von (DOR)
- Dorsten, Arnold (DOP)
- Duseberck, Hermann (DOP)
- Dungelen, Heinrich von (DOR)

## E
- Epp, Hans Heinrich von (DOR)

## F
- Frenking, Henrich (DOP)
- Fürstenberg, Franz Wilhelm von (DOR)

## G
- Gaugreben, Ferdinand Caspar von (DOR)
- Graugreben, Georg Franz Theodor von (DOR)
- Geldern, Gottgab Matthias Alexander von (DOR)
- Graes, Heinrich (DOR)

## H
- Hanxleden, Georg von (DOR)
- Hanxleden, Johann von (DOR)
- Haus, Hermann von (DOR)
- Haxthausen, Ferdinand Wilhelm Otto von (DOR)
- Haxthausen, Raban Heinrich von (DOR)
- Heiden, Adam von (DOR)
- Heiden, Dietrich von (DOR)
- Heiden, Dietrich von (DOR)
- Heiden, Johann von (DOR)
- Heiden, Johann von (DOR)
- Heiden, Johann Dietrich von (DOR)
- Hesselmann, Johann (DOP)
- Hoffmann, Johannes (DOP)
- Höter, Henrich (DOP)
- Holdinghausen, Ferdinand Johann von (DOR)
- Holtey, Johann Dietrich (DOP)
- Hörde, Hermann Wennemar von (DOR)
- Huchtenbroich, ? von (DOR)

## I
- Itterusm, Henrich von (DOR)

## K
- Katerloe, Johann (DOP)
- Kaunitz-Rietberg, Franz Wenzel von (DOR)
- Ketteler, Johann Heidenreich von (DOR)
- Kirschbaum, Johann Dietrich (DOP)
- Kley, Lubbert zum (DOP)
- Kohus, Gerhard (DOP)
- Korff, Ferdinand Mauritz von (DOR)
- Kreilmann, Ferdinand (DOP)

## L
- Leers, Josef (DOP)
- Lichtenstein, Augustin Oswald von (DOR)
- Lippe, Friedrich von (DOR)
- Loe, Johann Wilhelm von (DOR)
- Loe, Melchior von (DOR)

## M
- Malinckrodt, Gerd von (DOR)
- Mengersen, Ferdinand Moritz von (DOR)
- Mengersen, Moritz Wilhelm von (DOR)
- Menke, Benedikt Aloysius (DOP)
- Meschede, Gerd von (DOR)
- Müllers, Hermann Stephan (DOP)
- Mycke, Johann (DOP)

## N
- Nagel, Franz Dietrich von (DOR)
- Nagel, Georg Levin von (DOR)
- Nesselrodt, Johann Heidenreich von (DOR)

## O
- Oistermann, Bernd (DOP)
- Ovelacker, Hermann (DOR)
- Ovelacker, Rab Dietrich (DOR)
- Ovelacker, Rudger (DOR)
- Ovelacker, Wilhelm (DOR)

## P
- Plettenberg, Johann Hunold von (DOR)
- Plettenberg, Wilhelm von (DOR)
- Potthoff, Ägidius (DOP)

## R
- Recke, Neveling von der (DOR), Landkomtur
- Recke, Wilhelm von der (DOR)
- Risse, Gottfried (DOP)
- Roll, Franz Xaver von (DOR)
- Rupe, Bernd (DOP)

## S
- Schade, Johann Dietrich von (DOR)
- Schade, Franz Wilhelm von (DOR)
- Schedelich, Bernhard von (DOR)
- Schilder, Ernst (DOR)
- Schilder, Rab Luther (DOR)
- Schlamersdorffl, Kar von (DOR)
- Schneider, Johann (DOP)
- Senden, Johann von (DOR)
- Siberg, Hans Reichard von (DOR)
- Spiegel, Christoph Eckbert von (DOR)
- Spiegel, Friedrich Ernst von (DOR)
- Stael, Jost (DOR)
- Staell, Wilhelm (DOP)

## T
- Thann, Eberhard Dietrich von der (DOR)

## U
- Uhrwerker, Caspar (DOP)

## V
- Vittinghoff, Franz Johann von (DOR)
- Vorden, Stephan van (DOP)
- Voß, Friedrich von (DOR)
- Voß, Johann (DOR)

## W
- Weichs, Ignatius von (DOR)
- Wenge, Ferdinand von (DOR)
- Westerholt, Hermann von (DOR)
- Westrem, Franz Gaudenz Xerxes von (DOR)
- Westrem, Franz Wilhelm Bernd von (DOR)
- Westrem, Johann Winold von (DOR)
- Westrem, Rab Henrich von (DOR)
- Wolff, Friedrich Theodor (DOP)
- Wrede, Ferdinand Alexander von (DOR)
- Wydenbruck, Johann Philipp Wilhelm von (DOR)